# Lepel (eenheid)
De eenheid lepel wordt soms gebruikt in recepten voor de bereiding van kleine hoeveelheden voedsel voor persoonlijk gebruik.
Er wordt onderscheid gemaakt tussen de theelepel (ongeveer 3 tot 5 milliliter) en de eetlepel (10 tot 15 milliliter).
Omdat de lepel als eenheid niet nauwkeurig gedefinieerd is, is het gebruik ervan niet toegestaan voor handelsdoeleinden of voor industriële of bedrijfsmatige toepassingen.